# Il re pastore (Mozart)

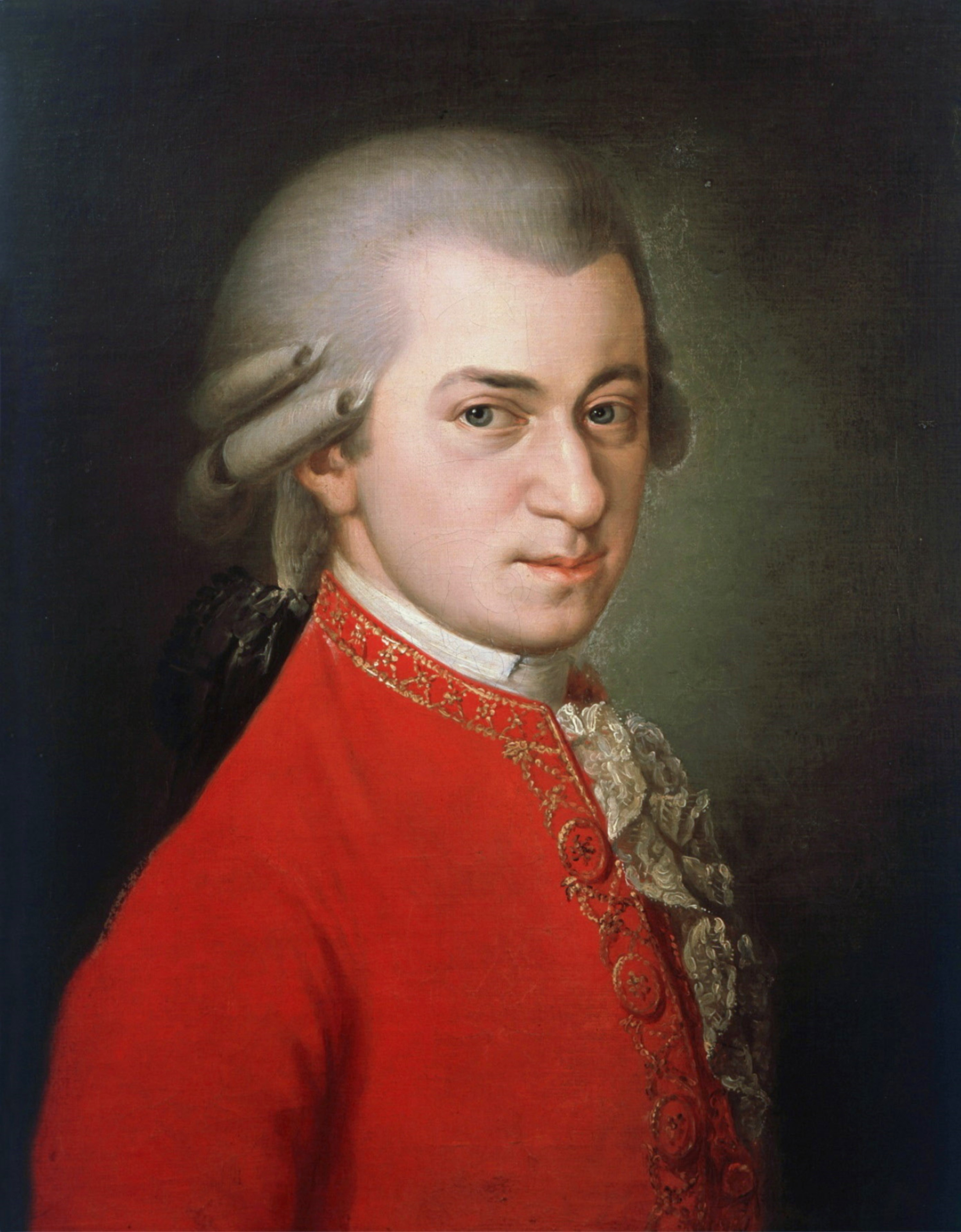
Wolfgang Amadeus Mozart

Il re pastore (Herdekungen) (K. 208) är en opera seria (dramma per musica) i två akter med musik av Wolfgang Amadeus Mozart och libretto av Pietro Metastasio.

## Historia
Ärkebiskop Colloredo beställde operan med anledning av ärkehertig Maximilians besök i Salzburg på hemväg från en vistelse hos sin syster drottning Marie-Antoinette i Paris. Eftersom Mozart kort dessförinnan hade varit i München några månader i samband med premiären på La finta giardiniera (januari 1775) måste han ha skrivit sin festopera på mindre än sex veckor. Han hade blivit föreslagen Metastasios gamla beprövade libretto som tidigare tonsatts av bland andra Gluck (Il re pastore). Operan, eller serenatan, framfördes som en kantat med ett minimum av scenerier och rörelser. Premiären var den 23 april 1775 i ärkebiskopens palats i Salzburg.

## Om operan
Metastasio skrev librettot 1751 och det hör till hans svagaste, vilket avspelas i musiken som inte tillhör Mozarts mest inspirerande. Operan består av en ouvertyr och 14 sångnummer. Ouvertyren till operan är för första gången hos Mozart ett ensatsigt stycke med tematiskt arbete och långt ifrån den italienska operasinfonian. De två da capo-ariorna "Aer tranquillo" och "L'amerò sarò constante" har blivit ofta framförda konsertnummer.
Efter Il re pastore skulle det dröja nästan sex år innan Mozart fick en ny opera uppförd, Idomeneo 1781.

## Personer
- Aminta, en herde, rättmätig arvinge till Sidon (soprankastrat)
- Elisa, fenicisk herdinna (sopran)
- Tamiri, dotter till den störtade tyrannen Stratone (sopran)[3]
- Agenore, aristokrat från Sidon (tenor)
- Alessandro (Alexander den store), kung av Makedonien tenor

## Handling

### Akt I
Kung Alessandro har befriat Sidon från tyrannen Stratone och söker nu efter den rättmätige arvingen. Denne lever som herde under namnet Aminta utan att känna till sin höga börd. Han älskar herdinnan Elisa. En dag möter han Alessandro och dennes vän Agenore, som frågar ut honom om hans liv och härkomst, men fastän han svarar att han är en fattig herde som är nöjd med sin tillvaro och inte vill följa med Alessandro till hovet, får de klart för sig av hans ädla hållning att de har hittat Sidons arvinge. Då Agenore gar blivit ensam hör han en herdinna ropa hans namn och känner igen sin älskade Tamiri, som är dotter till den avsatte tyrannen och måste leva förklädd till herdinna. Han råder henne att be om nåd hos den storsinte Alessandro men hon är för stolt.
Aminta och Elisa är på väg till hennes far som skall välsigna deras trolovning. Agenore avslöjar då för dem att Aminta är Sidons tronarvinge som hans far lämnat till fosterföräldrar tills han får möjlighet att bestiga sina fäders tron. Denne möjlighet har nu uppstått tack vare Alessandro men Aminta sätter sin kärlek till Elisa högre än allt annat, tills Elisa övertalar honom att bege sig till Alessandro och bli återinsatt i sina rättigheter.

### Akt II
Nu när Alessandro har funnit tronarvingen lämnar han utan saknad Sidon men beklagar att han inte har hittat Tamiri. Agenore berättar då att han vet var hon vistas, men han ångrar sig bittert då han får höra Alessandros önskan: att Tamiri skall bestiga tronen tillsammans med Aminta. Denne dröjer med att axla kungamanteln eftersom han sätter kärleken till Elisa främst. Hon å sin sida blir olycklig då Agenore bekräftar att Aminta måste lyda Alessandro och äkta Tamiri, fastän även han sörjer över detta beslut som berövar honom hans egen älskade.
Också Tamiri är olycklig och förebrår Agenore att han ger henne till en annan. Hon säger upp Alessandro och förklarar att Agenore offrar deras kärlek av lojalitet mot honom, och samtidigt går Elisa till Alessandro och förklarar att Aminta är det enda i livet som betyder något för henne. Aminta träder in i herdedräkt och ber Alessandro att överlämna kungavärdigheten till Tamiri så att han kan gifta sig med Elisa, men Alessandro blir så rörd över de båda parens trofasta kärlek att han ger sitt samtycke till att Elisa blir drottning vid Amintas sida. Han lovar att skapa ett annat kungarike åt Agenore och Tamiri.